# 마리야 칼레스니카바
마리야 알략산드라우나 칼레스니카바(벨라루스어: Марыя Аляксандраўна Калеснікава maˈrɨja alʲakˈsandrawna kaˈlʲɛsʲnʲikava), 혹은 마리야 알렉산드로브나 콜레스니코바(러시아어: Мария Александровна Колесникова mɐˈrʲijə ɐlʲɪkˈsandrəvnə kɐˈlʲesʲnʲɪkəvə[*], 1982년 4월 24일 ~ )는 벨라루스의 전문 플루티스트이자 정치운동가이다. 2020년 벨라루스 대통령 선거 당시 칼레스니카바는 빅타르 바바리카 후보의 선거 운동에 참여하였다. 스뱌틀라나 치하노우스카야로 통합된 선거운동을 대표하였으며, 2020년~2021년 벨라루스 시위 당시에는 조정협의회 상임간부회에서 활동하였다.
2020년 9월 7일 칼레스니카바는 신원 불명의 법집행기관 요원에게 납치당했다. 다음날인 9월 8일, 벨라루스-우크라이나 국경 인근으로 끌려가 벨라루스를 떠나라는 협박을 받았다. 하지만 국경 중립 지대에서 칼레스니카바는 자동차 뒷창문으로 탈출하여 여권을 찢어발긴 후 벨라루스 땅으로 다시 되돌아갔으며, 벨라루스 영토에 발을 들인 직후 체포되었다. 다음날인 9월 9일, 그녀의 동지이자 법적대리인인 막심 즈나크 역시 납치당했다.
2020년 9월 11일 국제앰네스티는 칼레스니카바가 양심수라고 하였다. 2021년 국제 용기 있는 여성상을 수상받았다.
2021년 9월 6일 칼레스니카바는 정치 운동으로 인해 유형지에서 징역 11년형을 선고받았다.

## 유년기와 음악 경력
마리야 칼레스니카바는 1982년 4월 24일 민스크의 공학자 집안에서 태어났다. 타치야나(Tasiana)라는 자매가 한 명 있다. 타치아나에 따르면 부모님은 음악을 매우 좋아하였으며, 딸들이 음악에 흥미를 갖게 만들었고 마리야의 진로 결정에도 영향을 미쳤다고 한다. 마리야는 벨라루스 국립예술학교에서 플루티스트와 작곡가로 졸업했다.
마리야 칼라스니카바는 17세 때 민스크의 사립 김나지움에서 플루트 수업을 시작하였다. 또한 지휘자 미하일 핀베르크(Mikhail Finberg)가 이끄는 벨라루스 공화국 국립 아카데믹 오케스트라의 플루트 단원으로 활동하였다. 이탈리아, 폴란드, 리투아니아에서 투어 공연 또한 하였다.
25세 때 독일로 가 슈투트가르트 국립음악연극대학교에 입학하였다. 2012년 고악과 노이에 무지크 두개에 대한 석사 학위를 취득했다. 2010년대에는 여러 공연을 하였고 벨라루스와 독일 간 국제 문화 프로젝트를 구성하는 데 적극적으로 참여하였다.

## 정치 운동
2020년 3월 마리야 칼레스니카바는 빅타르 바바리카의 2020년 벨라루스 대통령 선거 선거운동 위원장이 되었다. 바바리카의 후보 등록이 거부당하고 구금당하자, 2020년 7월 16일 칼레스니카바와 스뱌틀라나 치하노우스카야, 베라니카 찹칼라는 삼중 연합을 선언하였다. 치하노우스카야가 단일화된 후보가 되었으며, 많은 지지를 받았다. 루카셴코가 자신이 득표율 80.1%로 승리하였다고 스스로 발표하자, 반체제 인사들은 선거 결과에 불복하였으며 루카셴코를 선거조작을 했다며 비난하였다. 미국, 영국, 캐나다와 EU 8개국 또한 선거결과에 불복하였다. 벨라루스에서는 재선거와 루카셴코 사퇴를 요구하는 대규모 시위가 열리기 시작했으나 무참하게 진압당했다.
칼레스니카바는 인터뷰에서 항상 자신이 '시위 주동자'가 아님을 강조하였다. 벨라루스 민주화 운동 세력은 모든 벨라루스 시민이 시위의 주동자이며 모두가 이 국가의 미래에 책임이 있다는 사상을 추구하였다. 그녀는 시위 현장에 개인 신분으로 참가하였으며, 대중 매체를 통해 시민과 법집행기관에게 평화를 지켜달라고 요청했다.
2020년 8월 18일 칼레스니카바는 벨라루스 조정협의회에 참가하였고, 19일 상임간부회원으로 선정되었다.
8월 중순 벨라루스 당국은 치하노우스카야와 찹칼라를 강제 추방하였다. 한편 칼레스니카바는 자신의 동지들이 불법적으로 기소당해 있는 상황에서 벨라루스를 절대 떠나지 않을 것이라고 언론에 밝혔다.
2020년 8월 31일 칼레스니카바는 정당 라잠(Разам)을 창당하였다. 창당 목적은 벨라루스의 인권 옹호를 위한 민주적인 수단을 만들기 위해서다.

## 체포
2020년 8월 20일 벨라루스 법무성 장관인 알렉산드르 코뉴크(Aleksandr Konyuk)는 "국가 권력을 찬탈하고 국가 안보를 손상시키려는 현장'에 대한 벨라루스 형법 361조에 따라 조정협의회에 대해 형사 소송 절차를 시작하였다.
2020년 9월 7일 벨라루스 언론은 칼레스니카바가 민스크 중심부에서 납치되었다는 뉴스를 보도하였다. 동지와 친구들은 그와 핸드폰 연결이 불가능했다. 이후 사복을 입고 복면을 쓴 사람들이 여성 한 명을 미니밴에 강제로 태우는 장면을 목격했다는 증언이 나왔다. 9월 8일 아침 벨라루스 당국이 칼레스니카바를 우크라이나 국경으로 데려가 강제로 추방하려고 시도했다는 뉴스가 나왔다. 우크라이나의 외무부 장관 안톤 헤라시첸코는 "그의 의지와 반하던 강제 이송이었다"라고 하였다. 벨라루스 국경방위대는 칼레스니코바가 이반 크라우초우, 안톤 로드넨코프(Антон Родненков)와 함께 오전 4시 그가 국경검문소를 통과해 벨라루스에서 우크라이나로 떠났다고 발표하였다. 벨라루스 당국이 통제하는 텔레비전 채널에서는 칼레스니카바가 그의 자녀가 사는 우크라이나로 탈출하려다가 국경검문소에서 붙잡혔다는 방송을 했다. 하지만 크라우초우와 로드넨코프의 증언에 따르면, 칼레스니카바는 국경 중립지대에서 그가 납치당한 자동차 뒷창문으로 탈출하여 여권을 찢고는 벨라루스 땅으로 돌아간 뒤 즉시 체포되었다고 한다. 이 소식이 전해진 후 독일 연방의회 부의장 클라우디아 로트(Claudia Roth)는 칼레스니카바 보호를 선언하고 리베레코(Libereco) 단체를 통해 그를 돕겠다고 말했다.
2020년 9월 9일 칼레스니카바의 조정협의회 동지이자 변호사인 막심 즈나크 또한 납치당했다. 그날 벨라루스 경찰은 마리야 칼레스니카바의 아버지인 알략산다르 칼레스니카우에게 마리야가 민스크의 구류 시설에 억류되어 있다고 알렸다. 칼레스니카바의 변호인에 따르면 그는 벨라루스 국가보안위원회와 GUBOP 관계자들이 머리에 자루를 씌우고는 "한 덩어리로 추방할 지 여러 덩어리로 추방할 지" 등과 같은 살해 협박을 받았다고 한다. 벨라루스 내무성 차관인 겐나디 카자케비치(Gennadiy Kazakevich)는 칼레스니카바에게 추방을 거부할 시 "감옥에서 이가 다 빠진채로 25년간 일하게 될 것"이라고 말했다고 한다.
칼레스니카바는 9월 12일 민스크에서 조지나에 위치한 임시수용소로 이송되었다. 9월 16일 벨라루스 조사위원회는 그를 "미디어와 인터넷을 이용하여 벨라루스 안보에 위협을 가한 혐의"로 기소하였다.
2020년 10월 10일 칼레스니카바의 변호인 알략산드르 필찬카(Aliaksandar Pylchanka)는 루카셴코가 개헌에 대해 논의하기 위해 칼레스니카바와의 만남을 요구했지만, 칼레스니카바가 구금된 다른 벨라루스의 반체제 인사와 연대를 나타내기 위해 거부했다고 밝혔다. 11월 8일 바바리카 선거팀의 보도국은 칼레스니카바의 구금이 2021년 1월 8일까지 연장되었다고 밝혔다.
2021년 1월 6일 조정협의회는 칼레스니카바의 미결구금 일자가 3월 8일까지 연장되었다고 밝혔다. 칼레스니카바는 다시 민스크로 이송되었다. 1월 27일 벨라루스 조사위원회는 그에게 살해협박을 한 법집행관들에 대한 형사 사건 수사를 거부하였다.
2021년 2월 12일 칼레스니카바와 즈나크는 "반헌법적 행위로 국가 권력을 찬탈하려는 음모"와 "극단주의 세력을 창설하고 이끈 혐의"로 기소되었다. 변호인 류드밀라 카자크(Liudmila Kazak)의 변호사 자격증은 2월 18일 벨라루스 법무성에 의해 중단당했다.  3월 9일 빅타르 바바리카의 소셜미디어는 칼레스니카바의 미결구금이 3월 8일까지 연장되었다고 밝혔다. 다른 변호인 일리야 살레이(Ilya Salei)는 4월 16일까지 자택 감금 당했다. 2021년 3월 최종 기소 내용에는 벨라루스 형법 3개 조항에 따른 것이었다. 피고 측은 모든 기소 내용을 부정하였고 범죄 증거 부족을 이유로 기소 중단을 요구하였다. 수사와 재판은 비공개로 진행되었으며, 피고측에서 사건 기록을 검토하는 것은 거부당했다.
1년간의 구금기간 동안 칼레스니카바의 면회는 모두 거부당했으며 아버지를 만날 수 없었다. 자매 타치야나에 따르면 마리야는 구금기간 동안 편지를 한달에 150개 이상씩 썼지만 20여개만이 수신인에게 전달되었다. 마리야에게 보내진 답신은 심하게 검열당했으며, 전체 답신 중 5%만이 전달되었다. 전문 플루티스트인 그에게 플루트를 전달하는 것 또한 거부당했다.

### 구형
2021년 8월 4일, 구금 11개월만에 칼레스니카바와 즈나크의 재판이 민스크 지방 법원에서 비공개로 진행되었다. 둘에게는 12년형이 구형되었다. 칼레스니카바는 무죄를 주장했으며 즈나크와 자신의 혐의를 '터무니없다'고 하였다. 수사와 재판 과정에서 구체적인 기소 내용은 공개되지 않았다. 칼레스니카바와 즈나크의 법적대리인은 발설금지조항에 묶였다. 벨라루스 당국은 재판 절차를 진행하겠다고 하였지만, 칼레스니카바와 즈나크를 지지하는 외국 외교관들은 법정 입장이 거부당했고 법정은 다른 사람들로 가득 채워졌다.“У Александра Лукашенко длинные сроки” (러시아어). Kommersant. 2021년 9월 7일. 2021년 9월 13일에 확인함.</ref>
2021년 9월 6일, 칼레스니카바는 징역 11년형을 선고받았다. 칼레스니카바와 즈나크는 둘 다 무죄를 주장하며 사면 요청을 하지 않았다. 2021년 9월 21일, 즈나크와 칼레스니카바는 벨라루스 대법원에 항소하였다.
칼레스니카바는 언론과의 문서상 인터뷰에서 라만 프라타세비치가 당한 것처럼 자신의 죄를 인정하는 영상을 찍으라는 말을 지속적으로 들었다고 하였다. 징역형 선고 후의 첫 인터뷰인 BBC 저널리스트 사라 레인스퍼드(Sara Rainsford)와의 통화 인터뷰에서 칼레스니카바는 감옥 내에서 "누구나 어디에서든지 담배를 피운다"라고 호소하였으며, 이러한 간접 흡연을 장기적으로 할 경우 전문 플루티스트로 복귀가 영영 불가능해질 수도 있다고 하였다. 하지만 칼레스니카바는 자신이 한 일에 대해 아무 후회도 하지 않으며 2020년 시위는 벨라루스의 새로운 시대가 시작되는 것이었다고 밝혔다. 또한 그는 벨라루스의 민주화는 시간문제일 뿐이라고 말하였다.

## 칼레스니카바 체포에 대한 반응
수많은 인권운동가와 단체가 칼레스니카바에 대한 기소 내용은 위조되었다며 형 집행을 비난하였다. 이 구형은 루카셴코의 정치적 보복과 탄압으로 간주된다.
- 유럽 연합 집행위원회는 9월 7일 납치를 용납할 수 없다고 비판하였다.[94]
- 독일은 칼레스니카바의 행방을 밝힐 것과 벨라루스의 모든 정치범 석방을 요구하였다.[95]
- 리투아니아는 칼레스니카바 납치를 스탈린 시대 비밀경찰이나 할 짓에 비유하며 수치스러운 일이라 하였으며 그의 즉각적인 석방을 요구하였다.[96]
- 폴란드는 칼레스니카바 납치는 비열한 짓이며 벨라루스의 모든 정치범 즉시석방을 요구하였다.[97][98]
- 영국은 칼레스니카바의 안녕에 대한 우려를 표하였으며 그를 석방하는 것이 최우선이라고 하였다.[99]
- 미국은 벨라루스 당국이 저지른 칼레스니카바 추방 시도에 대해 우려를 표하였다.[100]
- 국제앰네스티는 칼레스니카바가 양심수라 하였으며 즉각적인 석방을 요구하였다.[101]
- 코소보 의회 의장 비오사 오스마니와 다른 의원 9명은 칼레스니카바의 즉각적인 석방을 요구하는 편지에 서명하였다.[102][103]